# Xakao
Xakao è un villaggio del Botswana situato nel distretto Nordoccidentale, sottodistretto di Ngamiland West. Il villaggio, secondo il censimento del 2011, conta 1.565 abitanti.

## Località
Nel territorio del villaggio sono presenti le seguenti 8 località:
- Baku di 61 abitanti,
- Ceba di 7 abitanti,
- Grecha Lands,
- Jororo di 57 abitanti,
- Kanyamokura di 9 abitanti,
- Manyondo,
- Sechenje di 80 abitanti,
- Tobere Lands